# Liste der Flaggen der kreisfreien Städte in Niedersachsen

Das Land Niedersachsen in Deutschland

Diese Liste beinhaltet – geordnet nach der Verwaltungsgliederung – alle in der Wikipedia gelisteten Flaggen der kreisfreien Städte des Landes Niedersachsen, inklusive historischer Flaggen. Nicht von allen Städten, Samtgemeinden und Gemeinden in Niedersachsen ist bekannt, ob sie eine Flagge führen. Die in der Wikipedia bekannten Flaggen sind über die Navigationsleiste am Ende der Seite erreichbar.

## Kreisfreie Städte
| Kreisfreie Stadt | Hissflagge       | Kommentare |
| ---------------- | ---------------- | --- |
| Braunschweig     | 3:2 Stadtfarben: | In ähnlicher Form seit 1861 in Gebrauch; in die Hauptsatzung aufgenommen am 25. Februar 1953: „Die Farben der Stadt sind Rot und Weiß. Die Stadtflagge zeigt in gleichbreiten Querstreifen oben die Farbe Rot und unten die Farbe Weiß. Im Schnittpunkt der Diagonalen der Flagge, jedoch etwas nach dem Flaggenstock hin verschoben, befindet sich das Stadtwappen; der Löwe ist nach dem Flaggenstock gewendet. Die Höhe des Wappens entspricht etwa zwei Drittel der Breite des Flaggentuches. Die Länge der Flagge verhält sich zur Breite wie 3 : 2. Die Stadtflagge kann auch die Form der so genannten Hängefahne, des Banners und des Wimpels haben.“ Wappenbeschreibung: „Die Stadt führt als Wappen im silbernen Schilde einen steigenden links (heraldisch rechts) gewendeten roten Löwen mit weißen Zähnen, roter Zunge und schwarzen Krallen. Die Schildbreite verhält sich zur Schildhöhe wie 6:7. Für die heraldische Gestaltung des Wappens ist der Wappenbrief vom 15. Oktober 1438 maßgebend.“ (Das Stadtwappen ist seit mindestens 1366/1367 bekannt und wurde von König Albrecht II. im Wappenbrief von 1438 bestätigt.) |
| Delmenhorst      | 5:3              | Farben der Flagge entsprechen den Wappenfarben: „Die Farben der Gemeinde sind blau, gold, rot.“ Wappenbeschreibung: „In Gold ein von einem blauen Wellenbalken hinterlegter, runder, blau bedachter roter Zinnenturm mit geschlossenem goldenen Tor unter Stufengiebel mit blauen Abdeckungen.“ (Wappenführung seit 1442, in der derzeitgen Form verliehen durch den Großherzog von Oldenburg am 4. Februar 1913.) |
| Emden            | 5:3              | Führung der einfachen Stadtfarben seit dem 16. Jahrhundert: „Die Farben der Stadt Emden sind gelb-rot-blau.“ Wappenbeschreibung: „Über blauen Wellen eine rote Zinnenmauer; darüber in Schwarz wachsend ein golden gekrönter goldener Jungfrauenadler.“ (Wappen verliehen durch König Maximilian I. 1495.) |
| Oldenburg (Oldb) | 5:3 Stadtfarben: | Genehmigt ????: Die Farben der Stadt sind Gold und Rot, in gold – rot – gold – rot – gold waagerecht geteilt. Wappenbeschreibung: „In Gold eine rote Zinnenmauer bekrönt von drei goldbeknauften blau bedachten Spitztürmen, der mittlere breiter und höher; im blau umrandeten schwarzen Tor ein gelehnter goldener Schild mit zwei roten Balken.“ (Wappen geht auf Siegelführung seit dem 14. Jahrhundert zurück, genehmigt in der heutigen Form 1927.) |
| Osnabrück        | 5:3 Stadtfarben: | Genehmigt ????: „Die Farben der Stadt sind Schwarz-Silber.“ „Die Stadt führt […] ein Banner schwarz, weiß, schwarz im Verhältnis 1:2:1 mit dem schwarzen Rad in der oberen Hälfte des weißen Streifens.“ Wappenbeschreibung: „Das Stadtwappen ist ein schwarzes, sechsspeichiges, stehendes Rad auf silbernem Grund.“ (Wappen geht auf Siegelführung seit dem 13. Jahrhundert zurück.) |
| Salzgitter       | 5:3 Stadtfarben: | Genehmigt ????: „Die Farben der Stadt sind rot-weiß. Die Stadtflagge zeigt zwischen zwei roten Streifen von je 1/5 Breite einen weißen Mittelstreifen von 3/5 Breite des Flaggentuches. In der linken Hälfte ist das Stadtwappen freischwebend so angeordnet, dass es mit seinem rechten Schildrand auf der Flaggenmitte steht. Die Stadtflagge kann auch die Form der sogenannten Hängefahne, des Banners und des Wimpels haben. Bei diesen Formen schwebt in der Mitte des Flaggentuches das Stadtwappen frei, so dass es mit dem unteren Schildrand die Mitte überschneidet.“ Wappenbeschreibung: „In Rot über silberner Zinnenmauer mit erhöhtem Giebel, wachsend ein silberner Hochofen, begleitet von zwei goldenen Ähren. Die Mauer ist belegt mit einem grünen Schild mit goldener Spitze. Oben in Grün zwei silberne Salzhaken, unten in Gold schwarze Schlägel und Eisen.“ (Wappen genehmigt durch den Niedersächsischen Minister des Innern am 24. Januar 1951.) |
| Wilhelmshaven    | 5:3              | Genehmigt ????: „Die Farben der Flagge sind rot und gold, untereinander angeordnet; sie zeigt das Symbol des Stadtwappens.“ Wappenbeschreibung: „In Gold ein rotgekleideter Friesenkrieger mit rotem Schwert an goldenem Wehrgehänge, der mit deer Rechten eine roten Speer, mit der Linken einen mit vier goldenen Kreuzchen belegten Rundschild trägt.“ (Wappen genehmigt mit Zustimmung der britischen Militärregierung durch den Niedersächsischen Minister des Innern am 18. November 1948.) |
| Wolfsburg        | 5:3 Stadtfarben: | Genehmigt 1955: „Die Stadtfarben sind Grün und Weiß. Die Stadtflagge zeigt in zwei gleichen Längsbahnen die Farben Grün und Weiß. In der oberen Hälfte der Flagge ist das Stadtwappen in einer Größe von einem Viertel der Gesamtlänge angebracht.<b <r /> Die Stadtflagge kann auch die Form der Hängefahne, des Banners und des Wimpels haben.“ Wappenbeschreibung: „Über grünem Schildfuß, darin silberne Wellenbalken, in Rot eine zweitürmige silberne Burg mit geschlossenem Tor; über den Mauerzinnen schreitend ein widersehender, blau gezungter goldener Wolf.“ (Wappen angenommen von der Stadtvertretung am 23. März 1950, genehmigt durch den Niedersächsischen Minister des Innern am 23. Mai 1950.) |